# Volog
Volog este o localitate din comuna Nazarje, Slovenia, cu o populație de 138 de locuitori.